# نادي موتالا
نادي موتالا (بالسويدية: Motala AIF) هو نادي كرة قدم سويدي يقع في موتالا في أوسترغوتلاند. تشمل الرياضات الأخرى التي يروج لها النادي ألعاب القوى وسباق موجه وهوكي الجليد وسباق الدراجات على الطريق والتزلج.

## وصلات خارجية
- نادي ديجرفورس – الموقع الرسمي (بالسويدية)
- موقع نادي كرة القدم (بالسويدية)